# Port St. John, Florida
Port St. John är en ort (CDP) i Brevard County, i delstaten Florida, USA. Enligt United States Census Bureau har orten en folkmängd på 12 267 invånare (2010) och en landarea på 10 km².